# Walter Avogadri
Walter Avogadri (* 27. Januar 1948 in Covo) ist ein ehemaliger italienischer Radrennfahrer und nationaler Meister im Radsport.

## Sportliche Laufbahn
Avogadri war vor allem als Bahnfahrer und dort speziell als Steher aktiv. Bereits als Amateur kam er mit dem Stehersport in Berührung, gewann eine Bronzemedaille bei den Meisterschaften 1972 und startete bei den UCI-Bahn-Weltmeisterschaften. Von 1973 bis 1980 fuhr er als Berufsfahrer. Sein erstes Team war das Radsportteam Zonca. In den Jahren von 1975 bis 1979 stand er jeweils auf dem Podium bei den italienischen Meisterschaften im Steherrennen. 1976 gewann er den nationalen Titel vor Pietro Algeri. Fünf Starts bei den UCI-Bahn-Weltmeisterschaften der Berufsfahrer hat er absolviert, 1976 gewann er die Bronzemedaille hinter dem Sieger Wilfried Peffgen. Er stellte mehrere Bestleistungen hinter der Schrittmachermaschine auf (über eine Stunde und über 100 Kilometer, diese wurden von der Union Cycliste International (UCI) jedoch nicht als Weltrekorde anerkannt, aber als Weltbestleistungen registriert). Anerkannter Rekord war dagegen seine Leistung 1979, als er 97,561 Kilometer in der Stunde zurücklegte.